# Lepaterique
Lepaterique est une municipalité du Honduras, située dans le département de Francisco Morazán. Elle est fondée en 1889. La municipalité de Lepaterique comprend 7 villages et 131 hameaux.

## Source de la traduction
- (en) Cet article est partiellement ou en totalité issu de l’article de Wikipédia en anglais intitulé « Lepaterique » (voir la liste des auteurs).